# کارلشتال
کارلشتال (به آلمانی: Karlstal) یک منطقهٔ مسکونی در آلمان است که در تریپشتادت واقع شده‌است.